# San Juan (prowincja Argentyny)
San Juan – jedna z prowincji Argentyny, położona w zachodniej części kraju. Graniczy z prowincjami (zegarowo, od północy):  La Rioja, San Luis i Mendoza. Od zachodu graniczy z Chile.

## Historia
Przed przybyciem Hiszpanów, tereny obecnej prowincji San Huan zamieszkiwały plemiona Huarpe, Diaguita, Capazane, Olongasta  i Yacampi, pozostające pod wpływami imperium Inków.
Miasto San Juan de la Frontera zostało założone w 1562 roku przez Juan Jufré y Montesa, a w roku 1593 przeniesione 2 km na południe z powodu wylewów rzeki San Juan.
W roku 1776 prowincja San Juan weszła w skład Wicekrólestwa La Plata, tego samego roku trzęsienie ziemi niemal całkowicie zniszczyło miasto San Juan.
Miasto otrzymało wówczas znaczącą pomoc od José de San Martína, który zorganizował ekspedycję przez Andy, dostarczając miastu złota, mułów i ludzi.
W roku 1944 stolica prowincji ponownie ucierpiała z powodu trzęsienia ziemi. Większość miasta legła w gruzach, zginęło około 10 000 ludzi.

## Geografia i klimat
Prowincja należy do kontynentalnego, półpustynnego rejonu Cuyo. Na wschodzie znajdują się suche równiny, z kilkoma niewielkimi wzgórzami. Teren wznosi się ku zachodowi, aż po szczyty górskie o wysokości do 6 000 m n.p.m. Cała prowincja pozostaje pod wpływem suchego i zimnego wiatru Zonda. Większość opadów ma miejsce latem, często są to ulewy.
Bogata w glinę czerwona ziemia występuje w Pampa del Leoncito (Reserva Natural Estricta El Leoncito) oraz Valle de la Luna (Ischigualasto), ta formacja geologiczna liczy sobie 200 milionów lat. Na tych obszarach występuje cieplejszy wiatr.
Rzeki Jáchal i San Juan rivers, obydwie należące do dorzecza rzeki Desaguadero, zasilają żyzne doliny, w których koncentruje się gospodarka prowincji. Rzeka San Juan kończy swój bieg w lagunach Huanacache (czasami nazywanych Guanacache), na południowym wschodzie.

## Gospodarka
Najważniejszą uprawą tej tradycyjnie rolniczej prowincji jest winorośl, na którą przeznacza się tu powierzchnię 500 km² (56% powierzchni gruntów ornych), 90% upraw stanowią odmiany późne. San Juan do drugi w Argentynie producent wina (po prowincji Mendoza. Inne uprawy to pomidory, kukurydza, ziemniaki, figi, brzoskwinie i wiele innych.
Inną ważną gałęzią gospodarki jest górnictwo. Eksploatuje się tu różne surowce, od złota i ołowiu po grafit i glinę. Przemysł to głównie przetwórstwo spożywcze, w tym produkcja konserw, oprócz tego przemysł odzieżowy i przetwórstwo minerałów.
Energia elektryczna pochodzi tu głównie z elektrowni wodnych, uruchomionych przy zaporach, takich jak Quebrada de Ullum, La Roza, San Emiliano oraz El Pinar, które służą również celom irygacji. Produkcję energii elektrycznej uzupełniają elektrownie cieplne.
Turystyka w San Juan jest słabo rozwinięta. Główne atrakcje turystyczne to stolica prowincji (a w niej - dom rodzinny Sarmiento), oraz rezerwat  Ischigualasto, zapora Ullum, gorące źródła Pismanta, oraz sanktuarium Difunty Correi.

## Podział administracyjny
Prowincja San Juan jest podzielona na 19 departamentów (departamentos).
Departament (Stolica)
1. Albardón (Albardón)
2. Angaco (Villa del Salvador)
3. Calingasta (Calingasta)
4. Capital (San Juan)
5. Caucete (Caucete)
6. Chimbas (Villa Paula A. de Sarmiento)
7. Iglesia (Rodeo)
8. Jáchal (San José de Jáchal)
9. Nueve de Julio (Nueve de Julio)
10. Pocito (Villa Alberastain)
11. Rawson (Villa Krause)
12. Rivadavia (Rivadavia)
13. San Martín (Villa San Isidro)
14. Santa Lucía (Santa Lucía)
15. Sarmiento (Villa Media Agua)
16. Ullum (Ullum)
17. Valle Fértil (San Agustín del Valle Fértil)
18. Veinticinco de May] (Villa Santa Rosa)
19. Zonda (Zonda)